# عزيز يلدرم
عزيز يلدرم (بالتركية: Aziz Yıldırım)‏ هو شخصية أعمال ولاعب كرة قدم ومهندس مدني ومهندس معماري ومهندس تركي، ولد في 2 نوفمبر 1952 في Ergani ‏ في تركيا. لعب مع ديار بكر سبور ‏.